# Ranunculus munzurensis
Ranunculus munzurensis är en ranunkelväxtart som beskrevs av Erik och Yildirimli. Ranunculus munzurensis ingår i släktet ranunkler, och familjen ranunkelväxter. Inga underarter finns listade i Catalogue of Life.